# Temple de la Vall

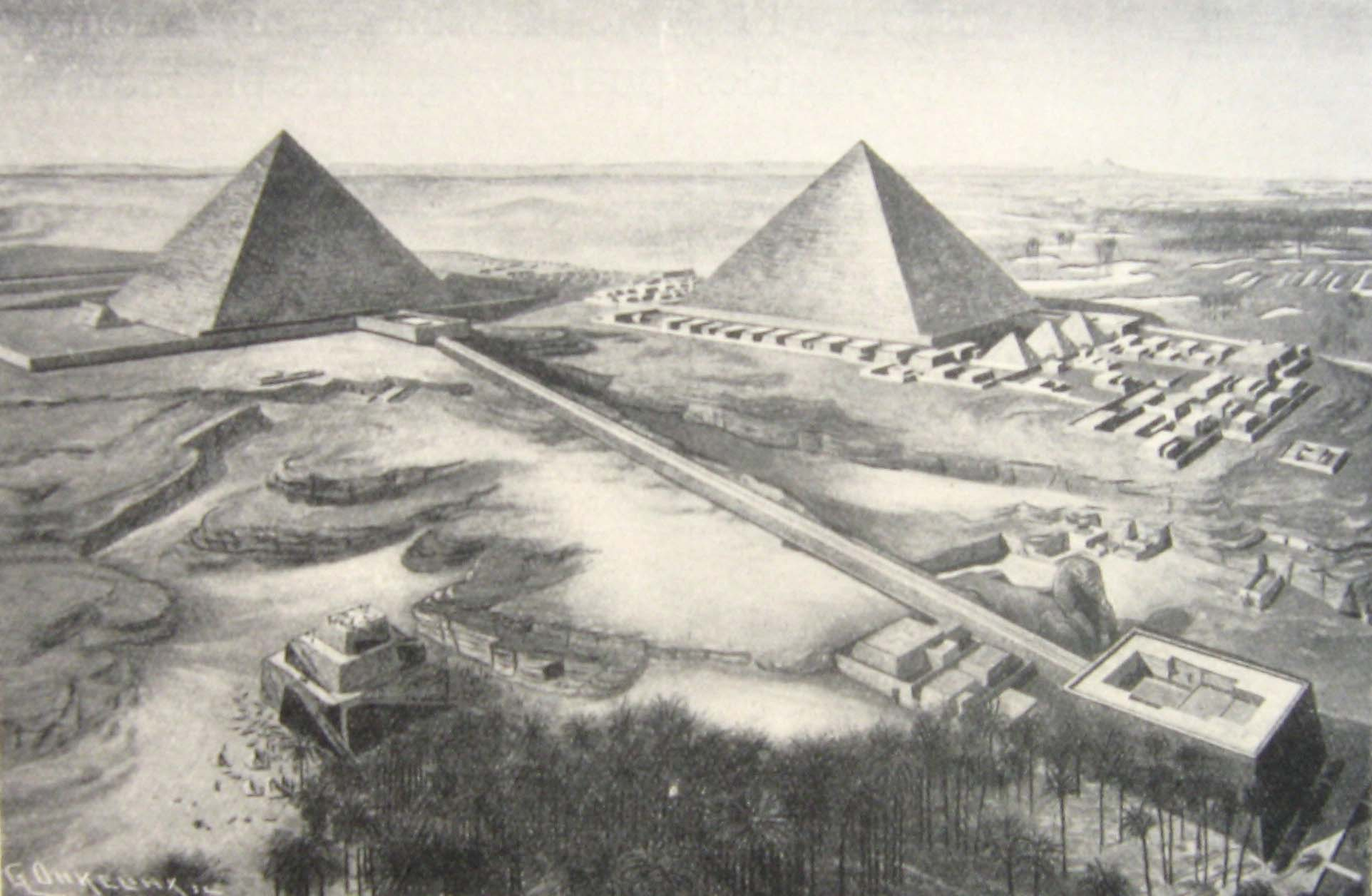
Reconstrucció de la Necròpolis de Quefré. A l'extrem inferior dret, es veu el Temple de la Vall

El Temple de la Vall és el nom d'una construcció adjunta a cada piràmide. Era l'entrada a la necròpolis i estava unit al temple funerari (situat al costat de la piràmide) per una calçada. Solien tenir dues portes amb vestíbul i sala hipòstila, com els temples funeraris. S'hi realitzaven ritus de purificació de la mòmia del faraó o faraona, que era portada en processó per la calçada fins al mausoleu.(1)

## Temple de la Vall de Quefré
El Temple de la Vall més conegut és el de Quefré, dins de la seua necròpolis de Guiza; és a 500 m de la Piràmide de Quefré, a prop de l'Esfinx i quasi intacte en haver estat cobert per l'arena fins al segle xix. De planta quadrada, els seus murs de pedra calcària fan 45 m i el gruix va en disminució, per donar-hi un aspecte exterior de mastaba. Les parets estan revestides de granit roig polit per dins i per fora, mentre que el sòl és de calcària blanca. El va redescobrir Auguste Mariette el 1852, i li va donà el nom de Temple de l'Esfinx, perquè pensava que estava al seu servei.
Està construït sobre un pendent, per això té els murs són de diferents alçades. Les entrades estan flanquejades per esfinxs, i el sostre de la cambra recolza en columnes també de granit roig. No té pintures ni inscripcions, i té unes obertures a la part alta dels murs que donen llum natural. L'interior estava decorat amb estàtues del faraó, que es van col·locar en un pou existent en dates posteriors a la construcció. Estan molt deteriorades, tret d'una de diorita que és al Museu d'Antiguitats Egípcies del Caire.

## Temple de la Vall d'Abusir
Situat en la Necròpolis d'Abusir, el va edificar Niuserre i ara és en ruïnes. S'hi arribava des del temple solar per una calçada.

## Altres Temples de la Vall

### Temple de la Vall deQuèops
Es troba a Guiza, però al damunt es va assentar el llogaret de Nazla el-Saman, per la qual cosa no ha pogut ser estudiat ni recuperat. La calçada cerimonial figura en els plànols del segle xix, però a penes és visible ara.(4)